# Copestylum esuriens
Copestylum esuriens là một loài ruồi trong họ Ruồi giả ong (Syrphidae). Loài này được Fabricius mô tả khoa học đầu tiên năm 1794. Copestylum esuriens phân bố ở vùng Tân Nhiệt đới